# Hành tinh sa mạc
Một hành tinh sa mạc, còn được gọi là hành tinh khô, hành tinh khô cằn hoặc hành tinh Dune, là một loại hành tinh đất đá trên lý thuyết có tính nhất quán bề mặt tương tự như các sa mạc nóng của Trái Đất.
Một nghiên cứu năm 2011 cho thấy không chỉ các hành tinh sa mạc duy trì sự sống là có thể, mà chúng còn có thể phổ biến hơn các hành tinh giống Trái Đất. Nghiên cứu cho thấy, khi được mô hình hóa, các hành tinh sa mạc có vùng sinh sống lớn hơn nhiều so với các hành tinh đại dương. Nghiên cứu tương tự cũng suy đoán rằng Sao Kim có thể đã từng là một hành tinh sa mạc có thể ở trạng thái như vậy cách đây 1 tỷ năm. Người ta cũng dự đoán Trái Đất sẽ trở thành một hành tinh sa mạc trong vòng một tỷ năm do độ sáng ngày càng tăng của Mặt trời.
Một nghiên cứu được thực hiện vào năm 2013 đã kết luận rằng các hành tinh sa mạc nóng mà không có hiệu ứng nhà kính thoát ra có thể tồn tại trong 0,5 AU xung quanh các ngôi sao giống như Mặt trời. Trong nghiên cứu đó, người ta đã kết luận rằng cần có độ ẩm tối thiểu 1% để rửa sạch carbon dioxide trong khí quyển, nhưng quá nhiều nước có thể hoạt động như một loại khí nhà kính. Áp suất khí quyển cao hơn làm tăng phạm vi mà nước có thể ở dạng lỏng.

## Khoa học viễn tưởng
Khái niệm này đã trở thành một bối cảnh phổ biến trong khoa học viễn tưởng, xuất hiện sớm nhất từ bộ phim Hành tinh cấm năm 1956 và tiểu thuyết Dune năm 1969 của Frank Herbert. Môi trường của hành tinh sa mạc Arrakis (còn được gọi là Dune) trong nhượng quyền <i id="mwMA">Dune</i> đã lấy cảm hứng từ Trung Đông, đặc biệt là Bán đảo Ả Rập và Vịnh Ba Tư, cũng như México. Dune lần lượt truyền cảm hứng cho các hành tinh sa mạc xuất hiện nổi bật trong loạt phim Star Wars, bao gồm các hành tinh Tatooine, Geonosis và Jakku.